# Зигмунт Альберт
Зигмунт Альберт (пол. Zygmunt Albert; 30 жовтня 1908, Турка — 7 жовтня 2001, Бремен) — польський лікар-патологоанатом, професор медицини, науковець, історик медицини.

## Життєпис
Народився 30 жовтня 1908 року в Турці (нині райцентр Львівської області, Україна).
У 1934 закінчив медичний факультет Університетету Яна Казимира у Львові, після чого став працівником закладу патологічної анатомії цього університету (з 1934 по 1945, в час радянської окупації медичний факультет університету був трансформований в Львівський державний медичний інститут, в часи гітлерівської окупації — в Державні медично-природничі курси у Львові).

Був одним з наочних свідків розстрілу гітлерівцями 25 львівських професорів і їх родин Вульківськім узгір'ї в ніч з 3 на 4 липня 1941. На підставі зібраним документів (у тому числі оповідям інших свідків, членів родин замордованих, учасників ексгумації жертв) опублікував низку статей про цю подію.

 Після виїзду зі Львова (18 грудня 1945) до Вроцлава, завідував кафедрою патологічної анатомії медичного факультету Університету і Політехніки у Вроцлаві. В 1949-1979 роках був завідувачем кафедри патологічної анатомії Медичної академії у Вроцлаві, у 1950—1954  — ректором Академії. З 1954 по 1970 завідував кафедрою експериментальної онкології в Інституті імунології і експериментальної терапії Польської Академії Наук ім. Л. Гіршфельда у Вроцлаві. В 1963-1985 роках був членом Польської Академії Наук.

 Фахівець і автор наукових праць головно з царини онкології.